# مايك هاموند
مايك هاموند (بالإنجليزية: Mike Hammond)‏ هو لاعب كرة قدم أسترالية أسترالي، ولد في 10 يوليو 1945، وتوفي في 6 يونيو 2018 في ريتشموند ‏ في أستراليا.

## وصلات خارجية
- مايك هاموند على موقع AustralianFootball.com (الإنجليزية)
- مايك هاموند على موقع AFLtables.com (الإنجليزية)